# جی.یو.وای.
«جی.یو.وای.» (انگلیسی: G.U.Y.؛ به معنای «دختر زیر تو») ترانه‌ای از لیدی گاگا، خوانندهٔ آمریکایی از سومین آلبوم استودیویی‌اش آرت‌پاپ (۲۰۱۳) است. او این ترانه را به صورت مشترک با زد نوشت و تهیه کرد. این ترانه نخستین بار در ۲۸ مارس ۲۰۱۴ به عنوان سومین و آخرین تک‌آهنگ آلبوم در رادیوهای ایتالیایی پخش شد. «جی.یو.وای.» در حالی که گاگا تور بورن دیس وای بال را اجرا می‌کرد توسعه یافت و چندین بار برای نسخه نهایی ضبط شد. این ترانه ئی‌دی‌ام شامل عناصر موسیقی اینداستریال، آراندبی معاصر و هاوس است که در اشعارش به موضوع‌های مختلفی مانند سلطه جنسی، تسلیم و نقش‌های جنسیتی پرداخته‌است.
«جی.یو.وای.» نقدهای متفاوتی از منتقدان موسیقی دریافت کرد، آنها از آهنگسازی و آواز گاگا تعریف، اما از متن و ساخت آن انتقاد کردند. این ترانه در جدول‌های فروش موسیقی چند کشور آغاز به کار کرد، اما در بیشتر آنها موفق به ورود به جایگاه ده‌تای برتر نشد. در ایالات متحده، «جی.یو.وای.» با کسب رتبهٔ ۷۶ در ۱۰۰ تک‌آهنگ داغ بیلبورد به یکی از پایین‌ترین موقعیت ترانه‌های واردشده گاگا به جدول تبدیل شد. این ترانه به ده رتبه برتر جدول پخش بلغارستان، جدول ترانه‌های دیجیتال یونانی بیلبورد و جدول ترانه‌های داغ باشگاه رقص ایالات متحده رسید.
موزیک ویدیوی این ترانه در قصر هرست واقع در حوالی سن سیمن، کالیفرنیا فیلم‌برداری شده‌است. این ویدیو شامل ستاره‌های تلویزیونی واقعیت مانند مجموعهٔ خانه‌های واقعی بورلی هیلز و آثار هنرمند ناتان ساویا و یوتیوبر ماینکرفت‌هیلرز SkyDoesMinecraft است. این ویدیو با بیش از ۱۱ دقیقه نقش‌آفرینی، گاگا را در نقش یک فرشته مغضوب نشان می‌دهد که توسط پیروانش در استخر احیا می‌شود. او پس از جوان شدن، انتقام مردهایی که او را شکار کرده‌اند، می‌گیرد و کلون‌های معروف به G.U.Y. را جایگزین‌شان می‌کند. این ویدئو از نظر تصویری و ارجاعاتش به اساطیر یونانی، نقدهای مثبتی دریافت کرد. گاگا «جی.یو.وای.» را در کنسرت اقامتی هفت روزه او، اجرای زنده لیدی گاگا در سالن رقص بال‌روم در مارس ۲۰۱۴ و در تور آرت‌ریو: آرت‌پاپ بال اجرا کرد. در هر دو کنسرت او از موزیک ویدئو روی صحنه تقلید کرد و پذیرش مثبتی از منقدان دریافت کرد. گاگا همچنین ترانه را در برنامه آخر وقت با دیوید لترمن ۲ آوریل همان سال اجرا کرد.